# Ram kand mool

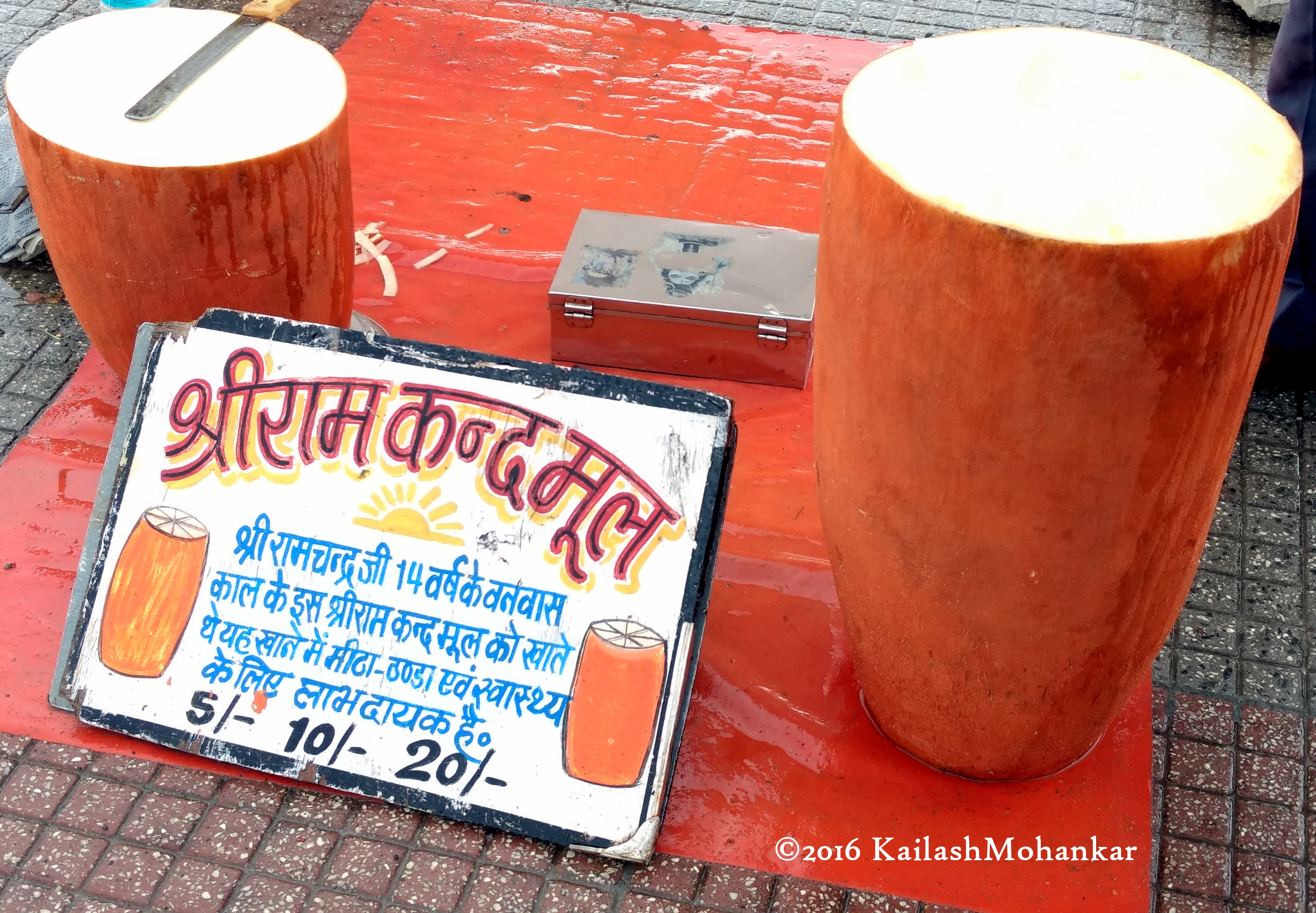
Du ram kand mool vendu comme en-cas à Bhedaghat. Sa classification (Agave sisalana, Agave americana, autre ?) et sa nature (tubercule, tronc ?) font encore débat.

Le ram kand mool est un produit végétal (tubercule ou tronc) en forme de tambour que l'on trouve principalement dans les États indiens du Karnataka, de l'Andhra Pradesh, du Telangana et du Maharashtra. Elle est appelée kand mool, ramkand et rama chandra kandmool dans le nord de l'Inde et boomi sakkarai valli kizhangu dans l'État indien du Tamil Nadu, et bhoochakara gadda. Vendu dans la rue comme en-cas, sa classification fait encore débat (les vendeurs voulant garder secrète sa provenance), même si beaucoup pensent qu'il proviendrait de l'Agave sisalana,

## Histoire

### Mythologie
Selon la légendes, le ram kand mool fut consommé par Rāma, sa femme Sītā et son frère Lakshmana pendant leur exil dans la forêt.

## Description
Il peut peser jusqu'à 300 kg.

## Débat sur sa classification
Il fut longtemps classé comme appartenant à Maerua oblongifolia.
Dans les années 1980, les botanistes indiens ont tenté sans succès de trouver plus d'informations sur le ramkand. Plus tard, en 1994, l'université Shivaji (en) de Kolhapur a eu recours à l'empreinte génétique et a conclu qu'il s'agissait d'une variété d'Agave americana. L'étude anatomique a montré que la plante présente une disposition typique des faisceaux vasculaires d'une monocotylédone. Cependant, cela a ajouté à la confusion, car les monocotylédones ont des racines adventives et non un système de racines pivotantes.
Par conséquent, pour trouver la source, du matériel végétal a été obtenu auprès d'un vendeur du temple Jyotiba (en) dans le district de Kolhapur, Maharashtra. Des tranches d'environ 11 cm de rayon et 2-3 mm de largeur furent apportées au laboratoire et de l'ADN en fut extrait. Sa pureté a été recherchée sur gel d'agarose. Le locus plastidial de la Maturase K fut sélectionné pour identifier l'espèce végétale. La recherche de similarité a révélé une identité de 89 % avec la séquence partielle du locus plastidique de la maturase d'Agave sisalana,..

## Consommation
On peut le trouver pendant l'été. Il est servi en tranches fines comme en-cas de rue, enveloppé dans des feuilles ou des papiers. Il est assaisonné de miel, de sucre de palme, de citron vert, de sel et de piment en poudre. Les vendeurs de ram kand mool affirment généralement que sa consommation peut rafraîchir l'estomac et étancher la soif. Il est consommé cru. Le ram kand mool est un tubercule riche en amidon et présente des avantages pour la santé. Néanmoins, si c'est un agave, certains scientifiques pensent qu'il peut être nocif de par ses alcooloïdes, et que ce serait pour cela qu'il serait vendu en fines tranches.
Certaines personnes consomment le ramkand sous forme de poudre dans le cadre de la médecine traditionnelle.